# Richard Teitelbaum

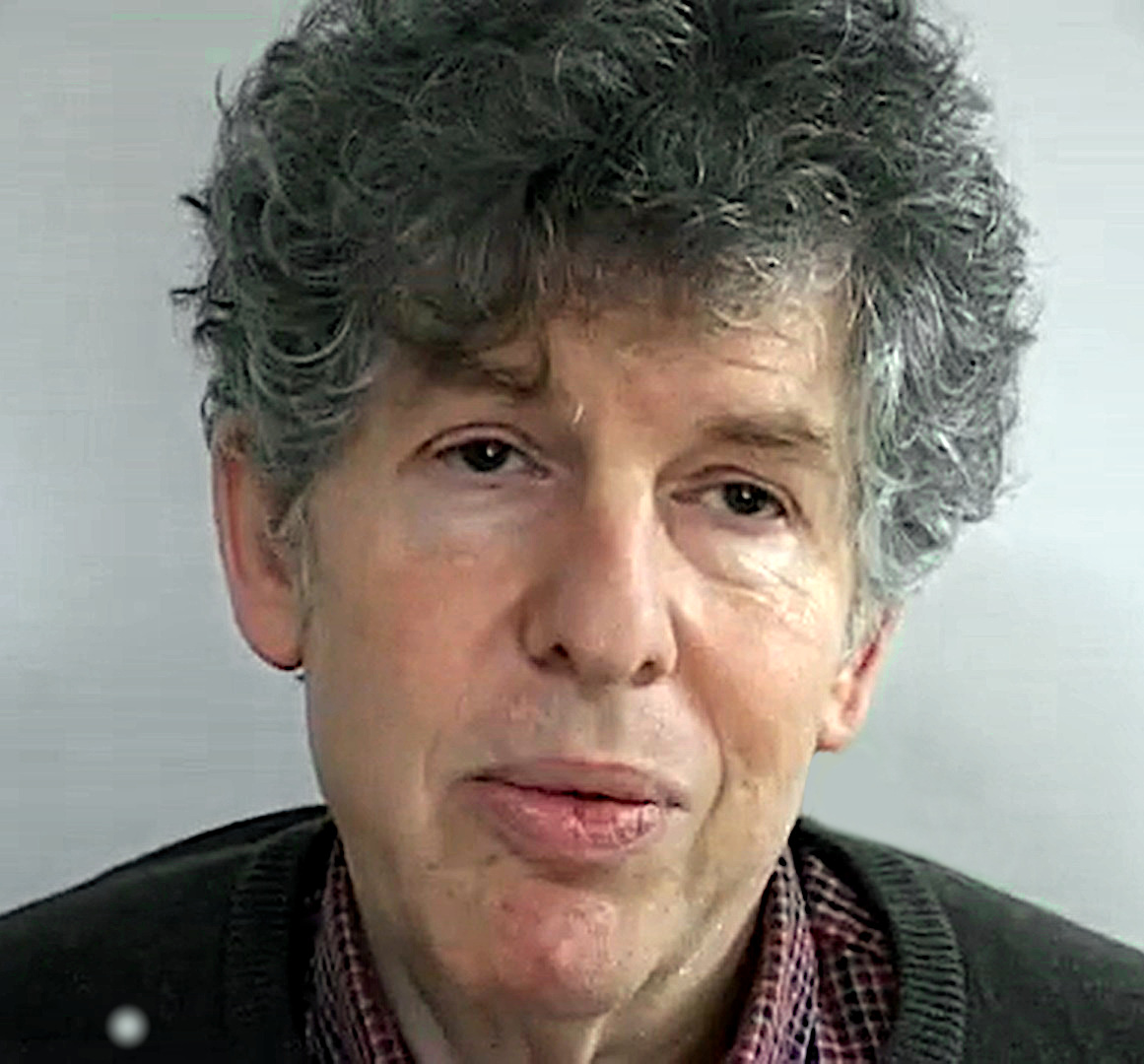
Teitelbaum, circa 2003

Richard Teitelbaum (* 19. Mai 1939 in New York City; † 9. April 2020 in Kingston, New York) war ein US-amerikanischer Komponist, Synthesizerspieler und Improvisationsmusiker.

## Leben
Teitelbaum studierte bei Allen Forte und Mel Powell und Mitte der 1960er in Italien bei Luigi Nono und Goffredo Petrassi. Während seines Italienaufenthalts war er einer der Mitbegründer des Ensembles Musica Elettronica Viva (gemeinsam mit Alvin Curran und Frederic Rzewski). Er hat auch mit Anthony Braxton, George Lewis (Concerto Grosso auf hatART, 1985) sowie mit Nam June Paik, Joan Jonas, Karl Berger, Dave Holland, Andrew Cyrille und Leroy Jenkins zusammengearbeitet.
Er wurde insbesondere durch seine elektronische Live-Musik und sein Synthesizerspiel bekannt. Er beschäftigte sich auch mit Weltmusik und der Verwendung von japanischen und indischen Musikinstrumenten und Notationssystemen. Teitelbaum lehrte am Bard College.
Er starb drei Wochen vor Vollendung seines 81. Lebensjahres an den Folgen eines Schlaganfalls.